# Psichedelia occulta italiana
La psichedelia occulta italiana, anche abbreviata in psichedelia occulta oppure nel suo acronimo POI, a cui ci si riferisce anche con l'equivalente inglese Italian occult psychedelia, è una scena della musica psichedelica nata in Italia negli anni 2000. 

## Definizione e caratteristiche
Il termine "Italian occult psychedelia" fu utilizzato per la prima volta su carta stampata dal giornalista Antonio Ciarletta in un articolo della rivista musicale Blow Up nel gennaio del 2012, nel quale descrive un ampio sottobosco di band italiane, spesso molto lontane tra loro nei riferimenti e nello stile, ma accomunate da strutture spesso riprese dal blues o da un certo gusto per l'improvvisazione jazz e per l'improvvisazione libera, eseguite con sonorità oscure ispirate ad un certo post-punk oppure al krautrock, in cui non mancano riferimenti alla musica elettronica, alla contemporanea o alla drone music, il tutto arricchito da un certo gusto per le culture esoteriche e per l'occulto, oltre che da costanti riferimenti a "suggestioni provenienti da una memoria collettiva quintessenzialmente italiana".

Secondo Simon Reynolds, la psichedelia occulta sarebbe l'equivalente italiano della scena britannica hauntology in quanto fungerebbe come un motore di riattivazione della memoria collettiva. Secondo le parole di Ciarletta, che fu il primo a descrivere il fenomeno, essa è più una "nebulosa" che una "scena", caratterizzata da un "approccio comune": "gusto per una psichedelia cupa, misterica e in alcuni casi sottilmente maligna". Le caratteristiche di questo passato condiviso sono legate all'immaginario di film di genere italiani, quelli di serie B i cannibal movie, gli spaghetti western, o gli horror degli anni settanta di Lucio Fulci, Mario Bava e Dario Argento e le loro colonne sonore. Altri riferimenti si trovano nel folclore violento, oscuro ed esoterico dei saggi di Ernesto de Martino, nei documentari di Luigi Di Gianni, nonché le storie e i personaggi di Federico Fellini e Pier Paolo Pasolini. Altre fonti sarebbero da ricercarsi negli sceneggiati Rai fra cui le Fiabe italiane di Italo Calvino e il modernariato librario delle guide all'Italia misteriosa della Sugar. Musicalmente, la psichedelia occulta italiana è un incrocio eterogeneo di post-punk, rock psichedelico, rock progressivo italiano e library music italiani, e "vibrazioni mediterranee". Secondo la rivista Rumore, esso attinge al krautrock, alla drone music, al rock free form all'elettronica analogica, al folk psichedelico e al free jazz. Andy Uzzell sostiene invece che:

## Storia

### Precursori

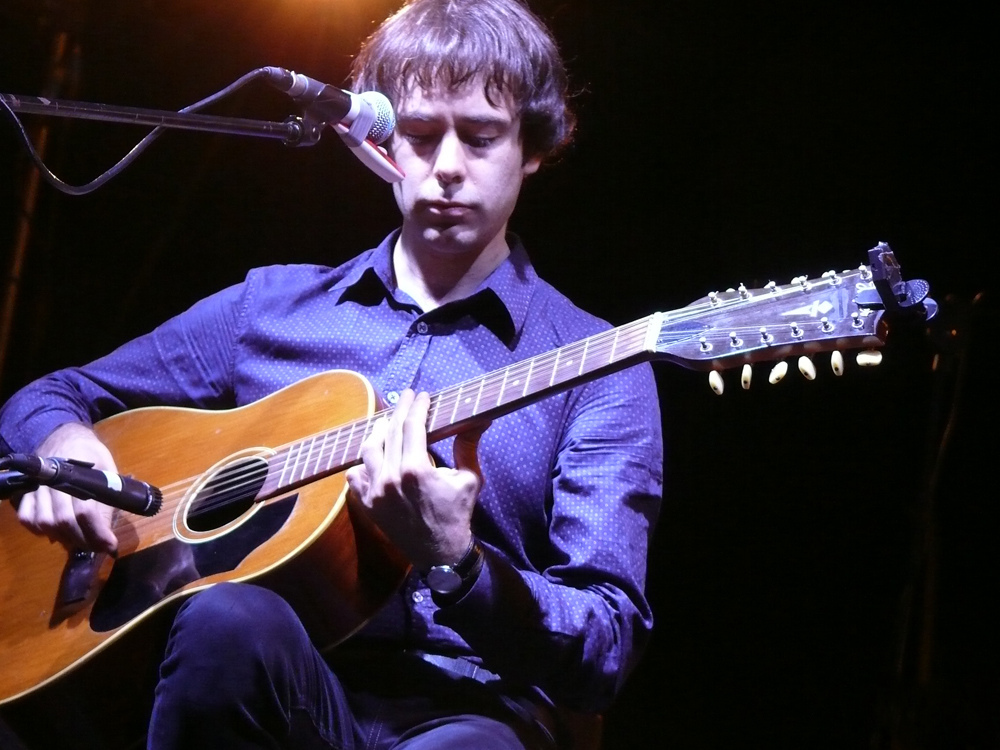
Marco Fasolo dei Jennifer Gentle durante un concerto

Se è vero che la psichedelia occulta trovò concretezza nel primo decennio del 2000, è anche vero che la ricerca attribuisce attitudini e sensibilità simili a band precedenti alla nascita della scena propriamente detta. Secondo quanto viene riportato in una recensione dell'album Death Surf (2012) degli Heroin in Tahiti, la sensibilità che caratterizza la psichedelia occulta avrebbe attecchito negli anni settanta grazie ad alcuni gruppi e collettivi underground di rock progressivo, di musica etnica di ricerca radicale, e ai compositori di musica per sonorizzazioni. La stampa fa spesso riferimento anche a band degli anni ottanta come i romani Gustoforte, che nel 1985 pubblicarono il loro album omonimo proponendo una miscela tra elettronica e contemporanea, per entrare poi a pieno titolo nella scena con gli album Souvenir Of Italy (2012, Plastica Marella) e Quinto Quarto (2014, Plastica Marella). Anche l'album Landscapes of an Electric City (1999, ZZZ Production) dei My Cat Is an Alien che propone brani di improvvisazioni libere e composizioni istantanee, viene spesso citato tra i precursori della psichedelia occulta italiana. Sempre nel 1999 nacquero i Jennifer Gentle, band che fin dal suo esordio mostra un'attitudine "hauntologica", seppur legata più ai temi esteri che a quelli italiani. Ma fu anche grazie al progetto di Alessio Gastaldello chiamato Mamuthones che la nuova sensibilità della Psichedelia Occulta Italiana andò sempre più consolidandosi.

### 2000-2012: La nascita della psichedelia occulta italiana

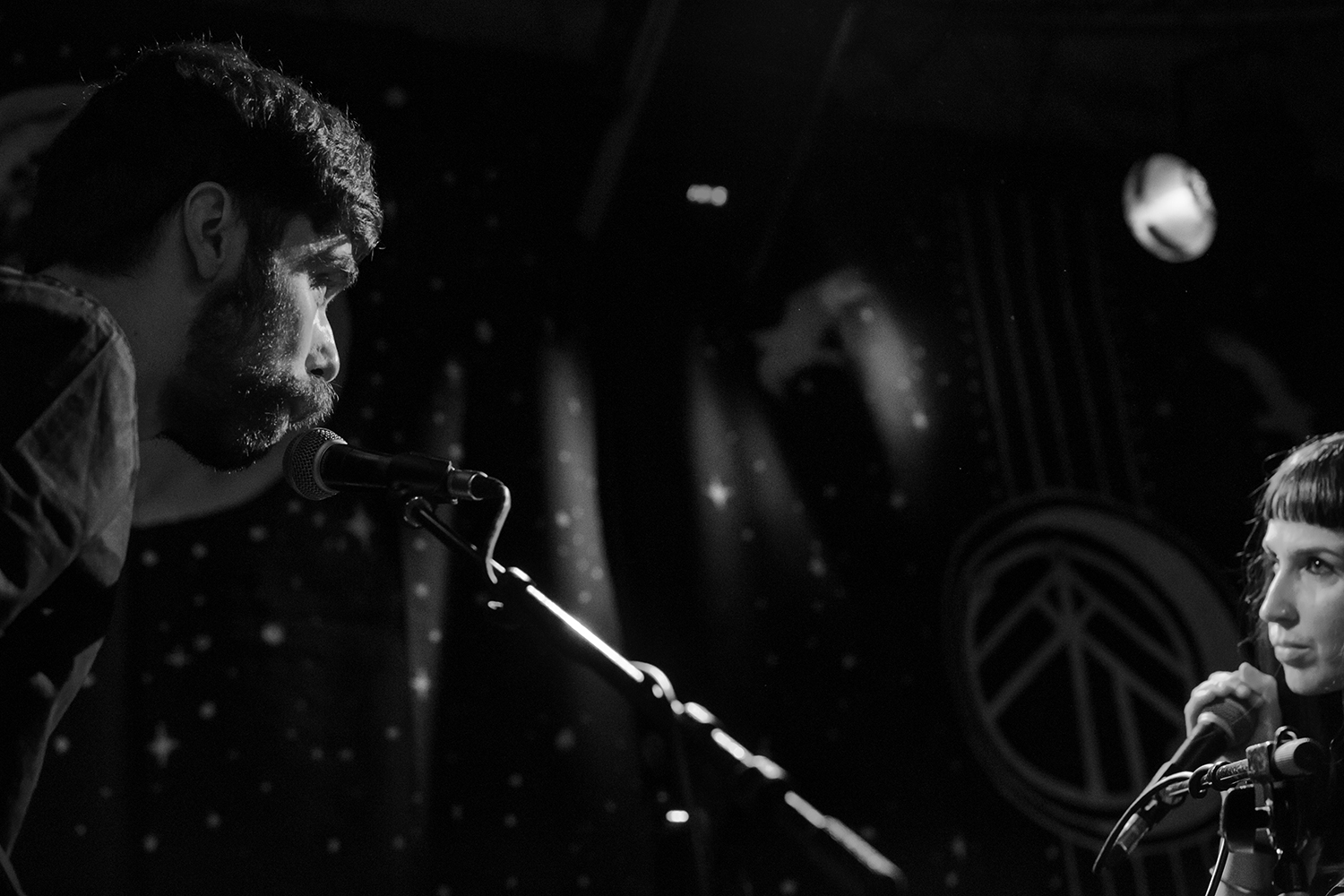
I Father Murphy al Treefort Music Fest nel 2015

Alcune delle band in seguito incluse nella psichedelia occulta nacquero ad inizio millennio: È il caso dei Father Murphy, nati nel 2000 ed arrivati al loro primo album omonimo solo nel 2004 e poi il secondo Six Musicians Getting Unknown nel 2005 entrambi su Madcap Collective, ancora gli OvO, nati nel 2000 con il loro primo album intitolato Assassine (Bar La Muerte) pubblicato nel 2001, oppure di Above the tree, attivo dal 2002 ed arrivato al primo album nel 2008 con Blue Revenge (Anomolo). Fu in effetti verso la metà del primo decennio, con la nascita di etichette come la romana No=Fi Recordings, la bolognese Spettro Records e soprattutto la veneta Boring Machines che i primi musicisti di questa nuova area trovarono maggior concretezza editoriale e produttiva. Nel 2006 uscì la prima pubblicazione della Boring Machines di Andrea Ongarato con l'album Clinical Shyness dei My Dear Killer e poi nel 2007 Neutrino dei Be Invisible Now! e l'omonimo esordio di Satan Is My Brother. Iniziò così a formarsi quella che Ciarletta definirà in seguito più che come una vera e propria scena musicale, come una "nebulosa" di band molto differenti tra loro per stile e sonorità, ma accomunati da "suggestioni provenienti da una memoria collettiva quintessenzialmente italiana". Furono di questa fine decennio gli esordi di molte delle band che lo stesso Ciarletta citò nel suo articolo: Tenebroso (2008, Holidays Records) della Squadra Omega, lo split The First Born (2008, A Silent Place) condiviso tra Mamuthones e Fabio Orsi, EP I dei How Much Wood Would a Woodchuck Chuck if a Woodchuck Could Chuck Wood?, Ninni Morgia Control Unit (2009, Ultramarine) dell'omonima band. Altri esordi di questi anni furono Valerio Cosi con The Three Faces of Moongod (2006, Ruralfaune), il Jooklo Duo con Free Serpents (2007, Qbico), le Right Moves con This Is Your Message (2007, Tigerasylum), gli Slumberwood con Yawling Night Songs (2009, A Silent Place), i sardi Hermetic Brotherhood of Lux-or con Saint Lux (2009, Trasponsonic) e poi Untitled dei salernitani Spettro Family (2009, Vade Retro Records) Se in questo periodo storico una parte della critica musicale italiana influenzata da una visione storicistico-evoluzionista sosteneva che il rock italiano fosse ininfluente nella scena internazionale, le band dello stivale trovavano spesso il plauso dalla stampa estera: Da un lato John Dale, nel riassumere l'annata discografica del 2006 per la rivista The Wire sosteneva che "quest’anno gli italiani hanno dettato legge, con gli album eccelsi di ¾ Had Been Eliminated, Andrea Belfi, Renato Rinaldi, Stefano Pilia, Giuseppe Ielasi e l’etichetta Die Schachtel", dall'altra fu emblematico il caso di Julian Cope con la rubrica Address Druidion del suo blog "Head Hermitage", che in questi anni recensì positivamente molte delle band che andranno a comporre la costellazione della Italian occult psychedelia.

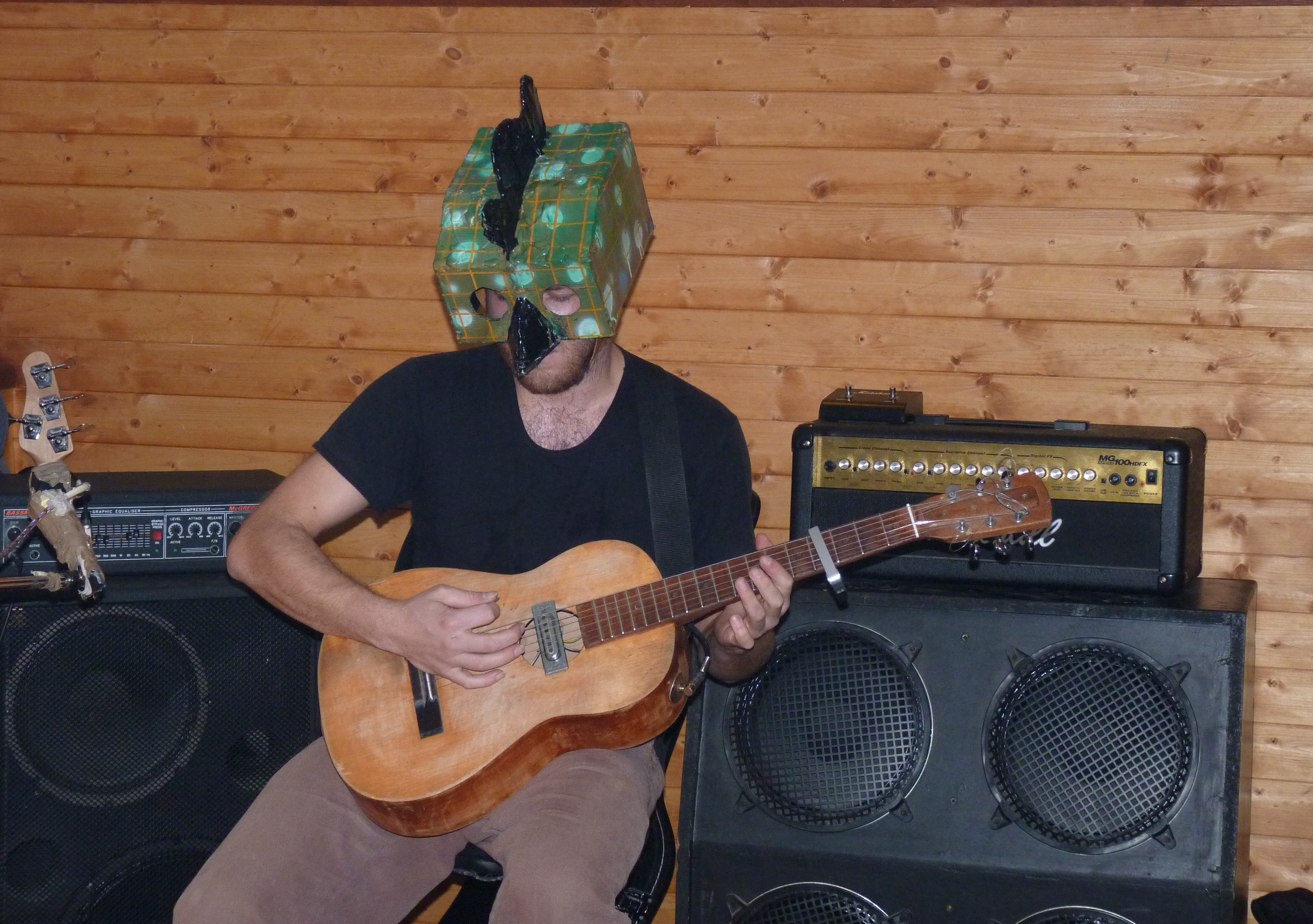
Above the tree durante un concerto al Vegalite di Brno in Repubblica Ceca

Con l'inizio del nuovo decennio questo movimento si arricchisce di sempre nuove band: A Roma videro il loro debutto discografico gli Heroin in Tahiti, Mai Mai Mai (Toni Cutrone), gli Acchiappashpirt di Jonida Prifti, Demented Burrocacao (Stefano Di Trapani) e i Creapopolvsqve di Valentina "Mushy": in Puglia la Ultramarine Records di Silvia Kastel proponeva band come The Right Moves, e poi c'erano Gaspare Sammartano e Donato Epiro sia in solo che con la band Cannibal Movie, gli Architeuthis Rex, in Toscana i Metzengerstein, gli Umanzuki e gli Spiritual Brothers, in Emilia-Romagna i Fulkanelli, gli In Zaire, Francesco Fuzz Brasini e Luciano Maggiore, nelle Marche i Tetuan, in Piemonte La piramide di sangue e in Lombardia Al Doum & The Faryds. Nel 2011 il movimento andava sempre più consolidandosi, anche grazie alla rivista "Occulto" che in ogni numero allegava una compilazione curata da Onga della Boring Machines, tracciando così i confini della scena.

### 2012-oggi: Diffusione
Sebbene sia una scena underground, questa è riuscita a ottenere un'attenzione mediatica internazionale grazie agli articoli del giornalista e critico Simon Reynolds. A partire dal 2013, viene tenuto a Roma il Thalassa Festival, interamente dedicato a gruppi musicali della psichedelia occulta.